# Bernard-Prudent Bruley
Pour les articles homonymes, voir Bruley (homonymie).
Pour les autres membres de la famille, voir Famille Bruley.
Bernard-Prudent Bruley (Paris, 23 février 1715 - Tours, 27 mars 1787) est un magistrat et trésorier général français. 

## Biographie
Membre de la famille Bruley, famille établie en Champagne au XVIe siècle, il est l'aîné des quatre enfants laissés par Prudent Bruley, mousquetaire puis procureur au Châtelet, marguiller de la paroisse Saint-Paul, et de Jeanne Estiennette Poinsignon. 
Entré au collège du Plessis, il y fait de brillantes études. Placé ensuite dans l'administration des Domaines, il vient à Tours en qualité de secrétaire de l'Intendance. Il était parvenu jeune à une Inspection et allait être nommé Directeur, quand de précoces infirmités le firent renoncer à la carrière. 
Il avait épousé, en 1758, Catherine Veron de La Croix, fille de Jean Veron de La Croix, consul de la ville du Mans, et de Catherine Delavau. Cousine germaine de François Véron Duverger de Forbonnais, la famille de son épouse occupait une haute situation industrielle dans la ville du LMans. Elle était à la tête de l'importante fabrication d'une étoffe dite Véronne, à laquelle elle avait donné son nom et qui était alors fort répandue en Italie.
Avocat et conseiller du roi au bailliage et siège présidial de Tours, il succède en 1774 à Raphaël de Lavau, oncle de sa femme, de sa charge de président-trésorier général de France au bureau des finances de la généralité de Tours. Il occupe l'office jusqu'en 1787. 
Il lègue à son fils Prudent-Jean Bruley, en 1787, sa charge de président-trésorier de France au bureau des finances de la généralité de Tours. 
Il est l'ancêtre de Mgr Georges-Prudent-Marie Bruley des Varannes.